# Douglas Soltis
Douglas E. Soltis (1953) is een Amerikaanse botanicus en evolutiebioloog. 
In 1975 behaalde hij zijn Bachelor of Science in de biologie aan College of William and Mary. In 1977 behaalde hij zijn Master of Arts in de biologie aan de Indiana University. In 1980 behaalde zijn Ph.D. in de biologie aan de Indiana University met het proefschrift A biosystematic study of Sullivantia and related studies in the Saxifragaceae. In 1981 was hij als postdoc actief aan de University of British Columbia, waar hij samenwerkte met Bruce Bohm.
Tussen 1975 en 1979 was Soltis als associate instructor actief aan de Indiana University. Tussen 1980 en 1983 was hij associate professor aan de University of North Carolina at Greensboro. Tussen 1983 en 2000 was hij achtereenvolgens associate professor en hoogleraar (full professor) aan de Washington State University. Vanaf 2001 is hij als hoogleraar verbonden aan de afdeling botanie van de University of Florida.
Soltis houdt zich bezig met onderzoek naar soortvorming, evolutionaire relaties en evolutie van kenmerken binnen bedektzadigen en andere Embryophyta. Hij onderzoekt met name de fylogenetische en evolutie binnen de bedektzadigen, de evolutie van bloemen, de genetische basis van verschillen in bloemkenmerken, de genetische en genomische consequenties van polyploïde soortvorming, de genetische diversiteit binnen zeldzame plantensoorten en fylogeografie.
Soltis heeft meegewerkt aan de Flora of China, een beschrijving van de flora van China. Hij heeft bijgedragen aan de beschrijving van de familie Saxifragaceae binnen deze flora. Hij is (mede)auteur van artikelen in wetenschappelijke tijdschriften als American Journal of Botany, Annals of Botany, Annals of the Missouri Botanical Garden, Brittonia, Botanical Journal of the Linnean Society, International Journal of Plant Sciences, Nature, Proceedings of the National Academy of Sciences en Systematic Botany.
Soltis is lid van meerdere wetenschappelijke organisaties, waaronder de American Association for the Advancement of Science, de American Society of Plant Taxonomists en de Botanical Society of America. Hij neemt deel aan de Angiosperm Phylogeny Group.
Volgens ISIHighlyCited.com behoort Soltis tot de meest geciteerde wetenschappers op het gebied van de plant- en dierkunde. Hij is getrouwd met Pamela Soltis, die ook actief is als botanicus. In 2006 kregen ze de Centennial Award van de Botanical Society of America en de Asa Gray Award van de American Society of Plant Taxonomists. In 2016 werd aan hun beide de Darwin-Wallace Medal toegekend. Samen hebben ze meegewerkt aan diverse artikelen in wetenschappelijke tijdschriften en een aantal boeken, waaronder Phylogeny and Evolution of Angiosperms, Molecular Systematics of Plants, Molecular Systematics of Plants II: DNA Sequencing, Developmental Genetics of the Flower en Isozymes in Plant Biology.